# Def Jam Recordings
Def Jam Recordings er et amerikansk hip-hop pladeselskab, der ejes af Universal Music Group, og fungerer som en del af Def Jam Music Group. I Storbritannien under navnet Def Jam UK og drives gennem Mercury Music Group, mens det i Japan, er Def Jam Japan drives gennem Universal Sigma Music.
Def Jam Recordings, spillede en vigtig rolle i den tidlige amerikanske hiphopkultur der dukker op i anden halvdel af 1980'erne. Virksomheden blev grundlagt i 1984 af iværksætteren Russell Simmons og Rick Rubin, og nogle af de første kunstnere der skrev kontrakt med Def Jam var Beastie Boys, Run DMC og LL Cool J.